# プルメロ
『プルメロ』は、若生出版から発行されていた成人向け漫画雑誌。コンビニを主な販売ルートとした漫画雑誌の一つ。2006年7月4日創刊。毎月22日発売。判型はB5判・中綴じ。2014年9月22日発売の2014年11月号をもって休刊した。

## 概要
創刊号（2006年8月号）からVOL.33（2009年9月号）までは『カルビPOWER』の増刊扱い（雑誌コードは02592）だったが、2009年10月号から独立創刊となった（雑誌コードは07877に変更、通巻号数もリセット）。また、VOL.5（2007年4月号）までは隔月刊だったが、VOL.6（2007年6月号）から月刊化された。2014年5月号で独立創刊55号を達成したが、2014年11月号をもって休刊した。休刊に伴い『プルメロ』連載作家陣の多くは、同年12月22日に創刊された文苑堂発行の『COMIC BAVEL』へ移籍している。
誌名は創刊号のキャッチコピー「巨乳ぷるぷるメロンなコミック発進!」にも使われている「ぷるぷるメロン」に由来する。創刊号から2007年8月号までタイトル下部に「巨乳ぷるぷるコミック」を併記しており、2007年9月号から2008年11月号まで「巨乳ぷるぷる専門COMICプルメロ」、2008年12月号から2010年3月号まで「巨乳ぷるぷるCOMICプルメロ」とタイトル表記され、巨乳・爆乳美少女コミックを雑誌のコンセプトとしていた。
2010年4月号からタイトル表記を「桃色ぷるぷるCOMICプルメロ」に変更し、2011年9月号のタイトルロゴ刷新に伴い、公式には「巨乳」コミックを謳わなくなったが、作品傾向として登場するヒロインは巨乳であることが多かった（作品により貧乳キャラが登場する場合もあった）。
また、創刊当時から漫画誌最大級のカラーページを売りにしており、最盛期には巻中カラーを含めて最大48頁、2014年の休刊時点でも32頁（広告等も含む）を擁して、カラーコミックやイラストギャラリー、美少女ゲーム（アダルトゲーム）の紹介記事を掲載していた。

## 表紙
表紙イラストには、創刊号以来、一度の例外もなく巨乳キャラヒロインが描かれていた。2009年2月号以降、美少女ゲーム（アダルトゲーム）とのコラボレーションが度々行われ、ゲーム原画家による表紙イラストが使用されると共に、カラーページには露出度の高い「表紙のおまけ」が掲載されていた。
また、2008年7月号から巻中イラスト又は前号表紙イラストを使用したQUOカード応募者全員サービスが、2011年7・8月合併号から当月号の表紙イラストQUOカード応募者全員サービスが実施されていた。

### 主な表紙担当
- cura
- M&M
- MIN-NARAKEN
- 佐野俊英
- 津路参汰
- 天野雨乃
- 安藤智也
- 宇宙帝王
- 恩田チロ
- オギン☆バラ

- 桐島サトシ
- 呉マサヒロ
- こうたろう
- 彩画堂
- しなのゆら
- シロガネヒナ
- ズンダレぽん
- 橘由宇
- チバトシロウ
- 西E田
- 猫井ミィ

- はぐれ
- はましま薫夫
- ピロ水
- モグダン
- 望月望
- 柳ひろひこ
- ゆずぽん
- らっこ
- 椋蔵

## 電子書籍
創刊号（2006年8月号）以降、休刊（2014年11月号）までの電子書籍版バックナンバー及びワコーコミックス単行本が、DMM.R18、Gyutto.com、Amazon.co.jp（Amazon Kindle版）で購入可能。DMM.R18はダウンロード購入（525円）のほか、より低廉なブラウザ視聴（210円）も可能である。若生出版公式サイトが一時休止するまでは、公式サイトから各販売先サイトへ移動可能だったほか、誌面の一部が立ち読み可能だった。2016年現在はDLsite.com、DiGiket.comでも購入可能である。また、携帯コミック『桃色プルメロ倶楽部』が出版デジタル機構の運営する「Handyコミック」で閲覧可能である。

## 主な連載作家
- あくま
- 東磨樹
- 天乃紅葉
- 荒木アキヒト
- あんしー
- 安藤智也
- 五十嵐電マ
- 幾夜大黒堂
- イトウゆーじ
- 命わずか
- いるまかみり
- うーりん
- 宇宙帝王
- 内々けやき
- えむあ
- 桜月マサル
- 鳳まひろ
- 恩田チロ

- 川崎直孝
- かわだ寛
- キチロク
- 草津てるにょ
- 来須眠
- げげら俊和
- Kの字
- ken-1
- ゲンツキ
- 小石川れんず
- こうたろう
- しおこんぶ
- Ciz
- しのざき嶺
- 四万十曜太
- じゃこうねずみ
- 終焉
- シュガーミルク
- シロガネヒナ
- シロタクロタ
- ズンダレぽん

- 第25歩兵師団
- 武内一真
- たけちよ
- たちばな薫
- タナカ☆コージ
- たねいち
- チバトシロウ
- てぃるよし
- 鉄歩
- 唐辛子ひでゆ
- 成田香車
- 西川孔人
- 偽くろさき
- 二ム
- 猫モード
- 幅ヒロカズ
- はましま薫夫
- 伴カズヤス
- ひばり・れい
- フジヤマタカシ
- 不動乱
- ポチ加藤

- 牧だいきち
- ま〜つ
- まるだっしゅ
- 丸和太郎
- 三崎高博
- ミトモアキラ
- 美矢火
- 水上蘭丸
- 夢〜眠
- めいか
- 桃之助
- 森宮正幸
- 柳ひろひこ
- 山井
- ゆうきつむぎ
- ゆずぽん
- 夢乃狸
- りゅうき夕海
- 椋蔵
- LINDA